# Регулярний супутник

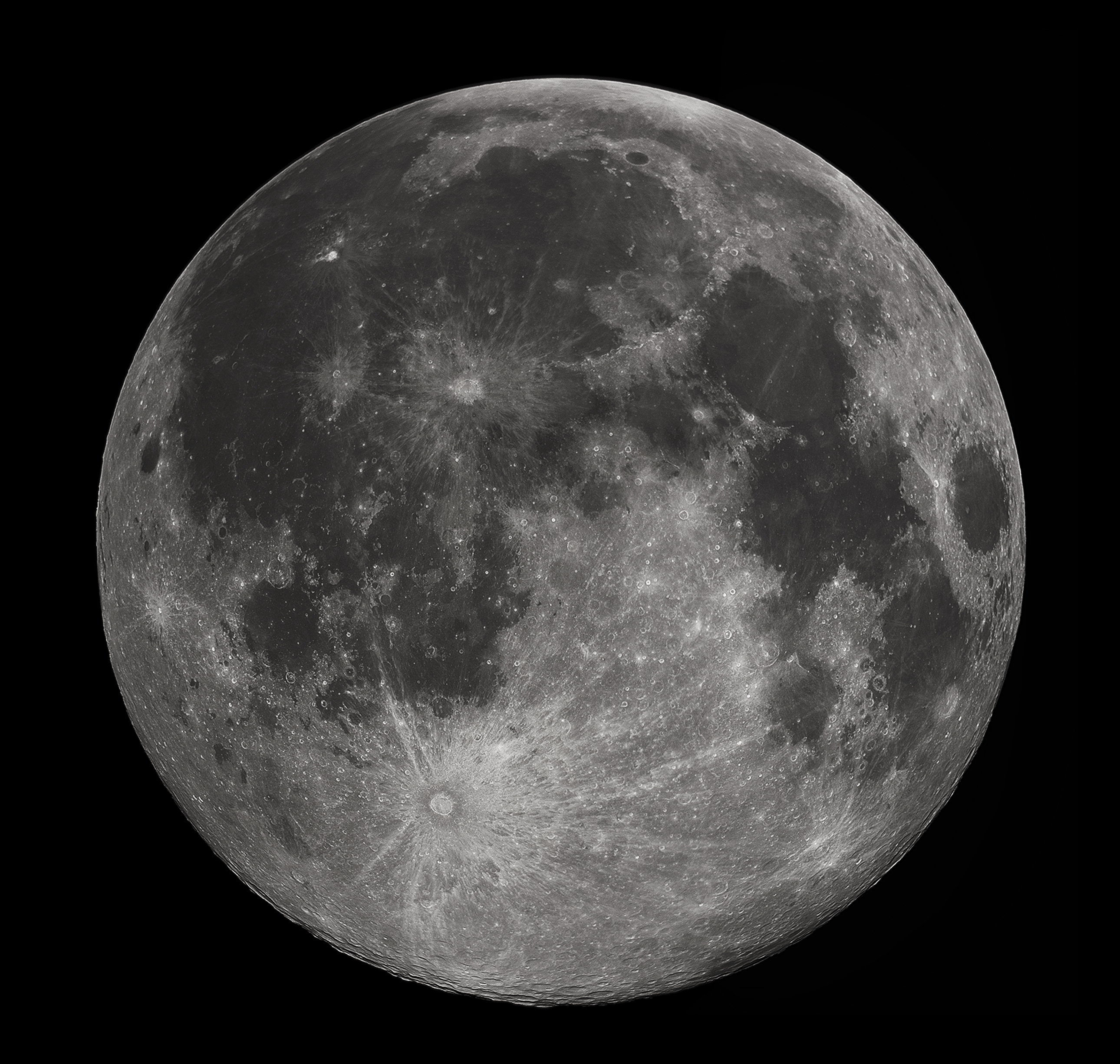
Місяць — регулярний супутник Землі, хоча ексцентриситет його орбіти досить великий

В астрономії регулярний супутник — це природний супутник, який рухається відносно близькою орбітою невеликим нахилом або ексцентриситетом в тому ж напрямку, що й основне тіло (т. зв. проградний рух, на відміну від ретроградного). Вважається, що регулярні супутники сформувалися на орбіті навколо свого основного тіла — на відміну від нерегулярних супутників, які були захоплені.
У восьми планет Сонячної системи існує принаймні 57 регулярних супутників восьми планет: один у Землі, вісім у Юпітера, 23 у Сатурна (не рахуючи сотень або навіть тисяч малих супутників), 18 в Урана та 7 малих регулярних супутників у Нептуна (найбільший супутник Нептуна, Тритон, схоже, був захоплений). Вважається, що п'ять супутників Плутона і два супутники Гаумеа утворилися на орбіті цих карликових планет з уламків, утворених в результаті гігантських зіткнень.
Відомо, що більшість регулярних супутників перебувають у припливному захопленні відносно батьківської планети. Єдиним відомим винятком є супутник Сатурна Гіперіон, який демонструє хаотичне обертання.